# Список преступных группировок США

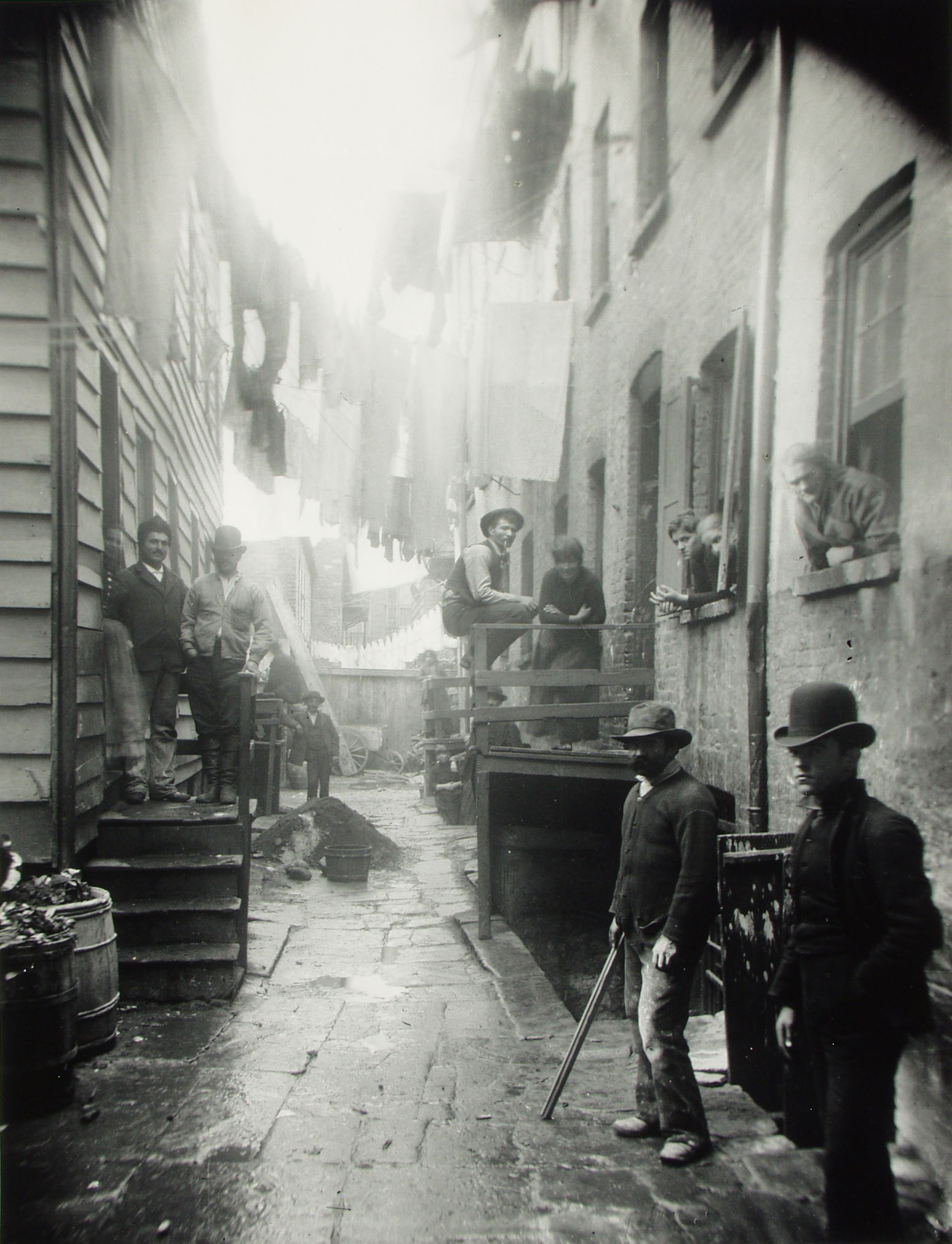
«Бандитский ночлег», фото Якоба Рииса (1888 год)

По данным Федерального Бюро Расследований в Соединённых Штатах Америки[когда?] насчитывается примерно 33 150 активных преступных группировок. Ниже перечислены самые известные ныне активные американские банды:

## Тюремные
- Отряд 211 (превосходство белой расы) (211 Crew (white supremacist)
- Арийское братство (превосходство белой расы) (Aryan Brotherhood (white supremacist)
- Арийский круг (превосходство белой расы) (Aryan Circle (white supremacist)
- Азиатские парни (Asian Boyz)
- Европейские сородичи (превосходство белой расы) (European Kindred (white supremacist)
- Враг общества номер 1 (превосходство белой расы) (Public Enemy No. 1 (white supremacist)
- Мертвец Инкорпорейтед (превосходство белой расы) (Dead Man Inc. (white supremacist)
- Чёрная партизанская семья (Black Guerilla Family)
- Кровавые (Bloods)
- Калеки (Crips)
- Чёрные округа Колумбия (D.C. Blacks)
- KUMI 415 (KUMI 415)
- Народная нация (Folk Nation)
- Народная нация (People Nation)
- Мара Сальватруча (Mara Salvatrucha)
- Мексиканская мафия (Mexican Mafia)
- Мексиканеми (Mexikanemi)
- Нетас/Чистые (Netas)
- Нуэстра Фамилия/Наша Семья (Nuestra Familia)
- Чистый танго-взрыв (Puro Tango Blast)
- Техасский синдикат (Texas Syndicate)
- Тринитарио (Trinitario)
- Объединённая кровавая нация (United Blood Nation)
- Ва Чин (Wah Ching)
- Zoe Pound (Zoe Pound Gang)

## Коренные американцы
- Индейский отряд (Indian Posse)

## Афроамериканцы
- Чёрные ученики (Black Disciples)
- Чёрная партизанская семья (Black Guerilla Family)
- Чёрная мафиозная семья (Black Mafia Family)
- Кровавые (Bloods)
  - Чёрный Принц Стоун (Джунгли) (Black P. Stones (Jungles)
  - Кровавые Охотники за головами (Bounty Hunter Bloods)
  - Двойной сэт (Double II Set)
  - Pirus (Pirus)
  - Секс, деньги, убийство (Sex Money Murda)
  - Объединённая кровавая нация (United Blood Nation)
- Калеки (Crips)
  - Калеки Восточного Нэшвилла (East Nashville Crips)
  - Горные калеки (Du Roc Crips)
  - Калеки Грэйп Стрит Уоттс (Grape Street Watts Crips)
  - Калеки, переехавшие в Гарлем в 30-х (Rollin 30’s Harlem Crips)
  - Соседские калеки, переехавшие в 60-х (Rollin 60’s Neighborhood Crips)
  - Калеки береговой линии Вениса (Venice Shoreline Crips)
- Чёрные округа Колумбия (D.C. Blacks)
- Ученики гангстеры (Gangster Disciples)
  - Ученики гангстеры вне закона (OutLaw Gangster Disciples)
- Короли долины Хидден (Hidden Valley Kings)
- KUMI 415 (KUMI 415)
- Кобры Микки (Mickey Cobras)
- Народная нация (People Nation)
- Филадельфийская чёрная мафия (Philadelphia Black Mafia)
- Zoe Pound (Zoe Pound Gang)

## Восточноазиатские
- Азиатские парни (Asian Boyz — юго-восток Азии (в основном вьетнамцы и камбоджийцы)
- Бахала На (Bahala Na Gang) — филиппинцы
- Чёрные драконы (Black Dragons) — китайцы
- Рождённые убивать (Born to Kill) — вьетнамцы
- Летающие драконы (Flying Dragons) — китайцы и вьетнамцы
- Банда четырёх морей (Four Seas Gang) — китайцы
- Фуллертонские парни (Fullerton Boys) — корейцы
- Призрачные тени (Ghost Shadows) — китайцы
- Индийская мафия (Indian Mafia) — индусы
- Парни с Джэксон Стрит (Jackson Street Boys) — китайцы и вьетнамцы
- Южнокорейская мафия (Kkangpae) — корейцы
- Угроза уничтожения (Menace of Destruction) — хмонги
- Дьяволы (Satanas) — филиппинцы
- Змееголовые (Snakeheads) — китайцы
- Сунъион (Sun Yee On) — китайцы
- Триада (Triad) — китайцы
- Якудза (Yakuza) — японцы
- Ва Чин (Wah Ching) — китайцы
- Вохопто (Wo Hop To) — гонконгцы
- Вошинво (Wo Shing Wo) — китайцы, вьетнамцы и другие
- Ямагути-гуми (Yamaguchi-Gumi) — японцы и корейцы
- Группа Йошитоми (Yoshitomi Group) — японцы
- Банда маленьких мошенников (Tiny Rascal Gang) — камбоджийцы
- 14К (14K) — кантонцы

Прекратившие существование:
- Парни Джо (Joe Boys) — китайцы

## Албанцы
- Албанская мафия (Albanian Mafia)
- Албанские парни (Albanian Boys Gang)

Прекратившие существование:
- Организация Рудайя (Rudaj Organization)

## Ирландцы
- Ирландская мафия (Irish Mob)
- Банда K&A (K&A Gang)
- Вестиз/Западные (Westies)
- Банда Уинтер Хилл (Winter Hill Gang)

## Итальянцы
- Банда 116-й улицы (116th Street Crew)
- Американская мафия (American Mafia)
  - Семья Бонанно (Bonanno Crime Family)
  - Семья Буфалино (Bufalino Crime Family)
  - Семья Буффало (Buffalo Crime Family)
  - Чикагская мафия (Chicago Outfit)
  - Семья Кливленда (Cleveland Crime Family)
  - Семья Коломбо (Colombo Crime Family)
  - Семья Декавальканте (DeCavalcante Crime Family)
  - Детройтское партнёрство (Detroit Partnership)
  - Семья Гамбино (Gambino Crime Family)
- Семья Лос-Анджелеса (Los Angeles Crime Family)
- Банда Джерси (The Jersey Crew)

## Выходцы из Латинской Америки
- Банда с 18-й стрит (18th Street Gang) — Центральная Америка и мексиканцы
- Всемогущие святые (Almighty Saints) — в основном мексиканцы[2]
- Чистая ассоциация (Association Ñeta) — пуэрториканцы
- Ацтекские окрестности (Barrio Azteca) — мексиканцы
- Наркокартель Кали (Cali Cartel) — колумбийцы
- Доминиканцы не шутят (Dominicans Don’t Play) — доминиканцы
- Бульдоги Фресно (Fresno Bulldogs) — мексиканцы
- Братья из гетто (Ghetto Brothers) — пуэрториканцы
- Картель Гольфо (Gulf Cartel) — мексиканцы и гватемальцы
- Кудри Джери (Jheri Curls) — доминиканцы
- Картель Хуареса (Juárez Cartel) — мексиканцы
- Нация расы (La Raza Nation) — мексиканцы
- Латиноамериканские орлы (Latin Eagles) — пуэрториканцы
- Латиноамериканские короли (Latin Kings) — пуэрториканцы и мексиканцы
- Лос-Сетас (Los Zetas) — мексиканцы
- Мара Сальватруча, что на сленге значит «бригада сальвадорских бродячих муравьёв» (Mara Salvatrucha) — сальвадорцы
- Ученики латиноамериканского маньяка (Maniac Latin Disciples) — пуэрториканцы
- Медельинский кокаиновый картель (Medellín Cartel) — колумбийцы
- Мексиканская мафия (Mexican Mafia) — мексиканцы
- Нортеньос/Северяне (Norteños) — мексиканцы
- Чистый танго-взрыв (Puro Tango Blast) — латиносы и другие
- Картель Синалоа (Sinaloa Cartel) — мексиканцы
- Ученики испанского гангстера (Spanish Gangster Disciples) — латиносы и другие
- Суреньос/Южане (Sureños) — мексиканцы
  - Банда с 38-й стрит (38th Street Gang)
  - Парни с авеню (The Avenues)
  - Клэнтон 14 (Clanton 14)
  - Парни из Калвер-Сити 13 (Culver City Boys 13)
  - Монте-Флорес 13 (El Monte Flores 13)
  - Банда из Логан-Хайтс (Logan Heights Gang)
  - Тунервилль Рифа 13 (Tooner Ville Rifa 13)
  - Варрио-Нуэво Эстрада (Varrio Nuevo Estrada)
  - Санта-Моника 13 (Santa Monica 13)
- Тихуанский картель (Tijuana Cartel) — мексиканцы
- Тринитарио (Trinitario) — доминиканцы
- Мариэлитос (Marielitos) — кубинцы

## Средний Восток
- Ассирийская/халдейская мафия (Assyrian/Chaldean Mafia) — ассирийцы/халдеи
- Израильская мафия (Israeli Mafia) — израильтяне
- Турецкая мафия

Прекратившие существование:
- Еврейская мафия (не следует путать с Израильской мафией (Jewish Mafia)) — евреи
- Отряд арабских парней (TAP (The Arabian Posse) Boyz) — палестинцы

## Кавказские
- Армянская Сила — армяне
- Азербайджанская мафия — азербайджанцы
- Грузинская мафия — грузины

## Славянские
- Российская мафия (Russian Mafia)
  - Солнцевская ОПГ (Solntsevskaya Bratva)
- Украинская мафия
- Братский круг (Brothers' Circle) — организация, чья реальность не доказана
- Польская мафия (Polish Mob)
- Сербская мафия (Serbian Mob)
- Болгарская мафия

## Белые/другие
- Арийское братство (превосходство белой расы) (Aryan Brotherhood (white supremacist)
- Техасское арийское братство (превосходство белой расы) (Aryan Brotherhood (white supremacist)
- Арийский круг (превосходство белой расы) (Aryan Circle (white supremacist)
- Арийские нации (превосходство белой расы) (Aryan Nations (white supremacist)
- Комбат 18 (превосходство белой расы) (Combat 18 (white supremacist)
- Мертвец Инкорпорейтед (превосходство белой расы) (Dead Man Inc. (white supremacist)
- Европейские сородичи (превосходство белой расы) (European Kindred (white supremacist)
- Кожаные молотки (превосходство белой расы) (Hammerskins (white supremacist)
- Ку-Клукс-Клан (превосходство белой расы) (Ku Klux Klan (white supremacist)
- Нацистские бунтари (превосходство белой расы) (Nazi Lowriders (white supremacist)
- Враг общества номер 1 (превосходство белой расы) (Public Enemy No. 1 (white supremacist)
- Короли Саймон-Сити (гризеры) (Simon City Royals (greaser)
- Народный фронт (превосходство белой расы) (Volksfront (white supremacist)
- Белое арийское сопротивление (превосходство белой расы) (White Aryan Resistance (white supremacist)
- Белая сила (превосходство белой расы) (White Power Skinhead (white supremacist)
- Отряд 211 (превосходство белой расы) (211 Crew (white supremacist)
- Дикси мафия (Dixie Mafia)